# Ammannia schaeferi
Ammannia schaeferi là một loài thực vật có hoa trong họ Lythraceae. Loài này được Koehne ex Engl. mô tả khoa học đầu tiên năm 1921.